# Wovon sollen wir leben
Wovon sollen wir leben ist das zweite Album der Berliner Band Tele. Es erschien am 4. Oktober 2004 bei Universal.

## Entstehungsgeschichte
Nachdem das erste Album Tausend und ein Verdacht, das Tele 2000 im Eigenvertrieb veröffentlichten, seit 2003 von Tapete Records vertrieben wurde, erhielt die Band zunehmend mehr Aufmerksamkeit und wechselte zu dem Major-Label Universal.
Aufgenommen wurde Wovon sollen wir Leben zum Großteil in Freiburg im Breisgau, wo die Band im Jahr 2000 gegründet wurde. Als Gast ist auf dem Album Judith Holofernes von Wir sind Helden zu hören.

## Rezeption
Das Album wurde von der Kritik wohlwollend aufgenommen. So schrieb die Wiener Zeitung: „eine glatte Popplatte mit netten Songideen.“
Plattentests.de gab dem Album sieben von zehn möglichen Punkten und hob besonders die Texte hervor, die „[manchmal] Gefühlsduselig, […] aber immer fein ausgedacht“ seien.

## Titelliste
1. Wenn du gehst – 4:22
2. Wunder in Briefen – 3:58
3. Es kommt ein Schiff – 4:18
4. Falschrum – 3:49
5. Wovon sollen wir leben – 4:38
6. Wiemir  – 3:34
7. Wenn du gehst Part II – 1:04
8. Die Luft – 5:42
9. Rot – 3:34
10. Die besseren Zeiten – 4:42
11. Ende der Besuchszeit – 4:39
12. Dilemma – 3:28
13. Eine Kreuzung, vier Wege – 4:33